# Hanusse-Bucht
Die Hanusse-Bucht (vormals Hanusse-Fjord) ist eine große Bucht mit grob nordsüdlicher Ausrichtung an der Loubet-Küste des Grahamlands auf der Antarktischen Halbinsel. Sie liegt zwischen den nördlichen Abschnitten der Adelaide-Insel und der Arrowsmith-Halbinsel. Nach Norden ist sie über die Buchanan-Passage und die Isacke-Passage um die Liard-Insel mit der Matha Strait und dem Crystal Sound verbunden. Nach Süden bestehen über den Tickle Channel und den Gunnel Channel um die Hansen-Insel eine Verbindung zur Meerenge The Gullet.
Entdeckt und erstmals kartiert wurde sie bei der Fünften Französischen Antarktisexpedition unter der Leitung des Polarforschers Jean-Baptiste Charcot. Charcot benannte sie nach Ferdinand Isidore Hanusse (1848–1921), Direktor des hydrographischen Dienstes der französischen Marine.